# Reinhard Rade
Reinhard Rade (geboren 1964 in Innsbruck, Österreich) ist ein ehemaliger „DDR-Koordinator“, der rechtsextremen Partei Die Republikaner, ehemaliger Söldner und Bauunternehmer in Kooperation mit dem österreichischen Rechtsextremisten Hans Jörg Schimanek jun. sowie Berater der umstrittenen, rechtsextrem geführten Firma Asgaard German Security Guard Consulting GmbH.

## Leben
Reinhard Rade wurde in Innsbruck geboren und wuchs in Bremen auf. Seine Lebensgefährtin ist die Hamburgerin Katja, D.

## Politische Tätigkeiten
Reinhard Rade war in den 1990er Jahren für einige Zeit Mitglied der rechtsextremen Partei Die Republikaner. Zunächst war er Kreisvorsitzender in Bad Tölz. Später wurde er „DDR-Koordinator“. Er schmuggelte wöchentlich verbotenes Propagandamaterial in die DDR und vertrat rechtsradikale Symbolik in der Öffentlichkeit. Mitte der 1990er Jahre wurde er aus dem Kreisverband der Republikaner ausgeschlossen bzw. trat aus der Partei aus.
Reinhard Rade war unter anderem am 1. September 2018 bei Pro-Chemnitz-Kundgebungen anwesend. Er unterstützte später die fremdenfeindliche LEGIDA-Bewegung und steht im engen Austausch mit dem vom Verfassungsschutz beobachteten Compact-Magazin, das als Rechtsextremer Verdachtsfall eingestuft ist. Am 29. Januar 2022 stürmte eine Anti-Corona-Maßnahmen-Demonstration das Gelände des Universitätsklinikums in Leipzig, deren Versammlungsleiter Rade war. Verschiedene Twitter Videos zeigten, wie er Polizisten und den Leiter des Leipziger Ordnungsamtes beleidigte.

## Wirtschaft
Von 1992 bis 2001 war Rade Geschäftsführer der BBM Baubetreuung in Mitteldeutschland GmbH.
Reinhard Rade übte zusammen mit Hans Jörg Schimanek ab 2013 großen Einfluss auf die Manager des inzwischen insolventen Konzerns Unister aus. Rade hatte das Vertrauen des Unister-Managers Thomas Wagner, der bei einem mysteriösen Flugzeugabsturz verstarb. und Daniel Kirchhof erworben Rade soll bei Unister die Rolle eines „Beraters der Gesellschafter und Sonderbeauftragter der Geschäftsführung“, gehabt haben, was stark an sein Engagement bei der rechtsradikal beeinflussten Firma Asgaard erinnert. Rade war zeitweise Gesellschafter zusammen mit Hans Jörg Schimanek in der Loet Holding AG, die zweitgrößte Aktionärin an Travel24 war, die wiederum zum Unister-Konzern gehörte. Travel 24 wurde 2021 von der German Values Property AG mit Sitz in Leipzig übernommen, die größtenteils unter Kontrolle der Vicus Group steht. Rades Einflussnahme wurde möglich durch eine Kautionsstellung von Rade an Kirchhof. Rade stellte 200.000 Euro Kaution. Im Jahr 2016 wurde durch mehrere Medien diese Einflussnahme von 2 der führenden Rechtsextremen in Europa aufgedeckt, Die Zeit schreibt: „Der Leipziger Internetkonzern Unister ist durch rechtsextreme Kreise unterwandert worden.“ Die Sächsische Zeitung schreibt: „Unbemerkt von der Öffentlichkeit und selbst hochrangigen Mitarbeitern haben zwei Männer mit schillernder Neonazi-Biografie an den Reisekonzern angedockt.“
Seit Einflussnahme der Rechtsradikalen gab es mehrere Zwischenfälle bei Travel 24. Das Handelsblatt beschreibt es 2016 wie folgt: „Ab-in-die-eigenen-Taschen.de 20 Millionen Euro sammelte Travel24 bei Anlegern ein – um damit eine Hotelkette aufzuziehen. Passiert ist bisher nichts. Wer der Spur des Geldes folgt, landet bei einer Schweizer Firma – und in der Nähe der rechten Szene.“
Im Unister-Prozess wurde Kirchhoff durch den Rechtsanwalt Arndt Hohnstädter verteidigt, der bekannt ist als Organisator von LEGIDA und der Anwalt der meisten hohen NPD-Kader. Reinhard Rade wurde ebenfalls bei verschiedenen Prozessen durch Hohnstädter verteidigt.